# لزیر (یاردیملی)
لزیر (به ترکی آذربایجانی: Ləzir) یک منطقه مسکونی در جمهوری آذربایجان است که در شهرستان یاردیملی و در دهستان برجان واقع شده است.